# 紀元前340年代
紀元前340年代（きげんぜんさんびゃくよんじゅうねんだい）は、西暦による紀元前349年から紀元前340年までの10年間を指す十年紀。

## できごと

### 紀元前343年
- 第一次サムニウム戦争開始。

### 紀元前341年
- アケメネス朝ペルシアのアルタクセルクセス3世がエジプトを再征服。

### 紀元前340年
- ピリッポス2世がビュザンティオンを攻撃。マケドニア王国本国の政務は16歳だったアレクサンドロス3世が執る[1]。第一次サムニウム戦争終結。第二次ラティウム戦争開始。

## 誕生
紀元前343年
- 屈原
- フィレタイロス

紀元前342年
- 孝霊天皇
- メナンドロス (作家)

紀元前341年
- エピクロス

紀元前340年
- アッピウス・クラウディウス・カエクス

## 死去
紀元前347年
- プラトン（紀元前348年説もある）
- アルキタス

紀元前344年
- 康公 (魯)